# Fadogia audruana
Fadogia audruana là một loài thực vật có hoa trong họ Thiến thảo. Loài này được M.Fay, J.-P.Lebrun & Stork mô tả khoa học đầu tiên năm 1986.